# Irkut
L'Irkut (in lingua buriata: Эрхүү мүрэн; in mongolo Эрхүү гол) è un fiume della Russia siberiana orientale, affluente di sinistra dell'Angara. Scorre nei rajon Okinskij e Tunkinskij della Repubblica Autonoma della Buriazia, nei rajon Sljudjanskij, Šelechovskij e Irkutskij dell'oblast' di Irkutsk e nella città di Irkutsk.
Nasce dal lago Il'čir, sul versante settentrionale dei monti Saiani Orientali, nei pressi del confine fra Russia e Mongolia; nella parte superiore scorre a sud-ovest in un ambiente montano poi gira a est, taglia la cresta del Bol'šoj Sajan, separandola dai Tunkinskie Gol'cy, e scende per 200 km nella depressione di Tunka dove riceve i maggiori affluenti, tra cui il Zun-Murėn. Continua con direzione mediamente nord-orientale, passando a pochi chilometri dal lago Bajkal prima di sfociare nell'Angara a Irkutsk, una delle maggiori città siberiane che dal fiume ha preso il nome. Il fiume ha una lunghezza di 488 km; l'area del suo bacino è di 15 000 km². La sua portata alla foce, nella città di Irkutsk, è di 138,47 m³/s
L'Irkut è gelato, mediamente, dai primi di novembre alla fine di aprile; oltre a Irkutsk, non tocca altri centri urbani di rilievo ad eccezione di Šelechov.